# 경행록
《경행록》(景行錄)은 중국 송나라 때 지어졌다고 알려진 책이다. 지금은 전하지 않는다. 경행록에 기록된 명언들이 명심보감에 수록되어 있다.

## 같이 보기
- - 송나라
  - 명심보감